# Isabel Damatta
Isabel Damatta (São Tomé e Príncipe, 9 de maio de 1963) é uma actriz e psicóloga portuguesa.

## Televisão
- Participação especial, Vera Valpaços em Camilo em Sarilhos, SIC 2005
- Participação especial, Passageira do Navio em Maré Alta, SIC 2004
- Participação especial, Xana em Camilo, o Pendura, RTP 2002
- Elenco adicional, Gina em Solteiros, RTP 1997
- Participação na série Era Uma Vez, SIC 1996
- Actriz convidada na sitcom As Lições do Tonecas, RTP 1996
- Elenco adicional, Noémia na telenovela Primeiro Amor, RTP 1995/1996
- Participação no programa A Minha Vida Dava Um Filme, de Isabel Wolmar, RTP 1995
- Elenco principal em Cos(z)ido à Portuguesa, TVI 1993
- Participação especial em O Cacilheiro do Amor, RTP 1990
- Actriz convidada, Ingrid na série Mistério Misterioso, RTP 1990
- Elenco adicional, Albertina em Ricardina e Marta, RTP 1989
- Participação no concurso Par ou Ímpar, RTP 1986
- Elenco principal, Várias personagens em Ora Viva, RTP 1986
- Elenco principal, Adelaide em Chuva na Areia, RTP 1984
- Elenco principal, Alménia em Origens, RTP 1983
- Figuração especial, Cliente da Tasca em  Vila Faia, RTP 1982
- Participação no programa A Feira, RTP 1977

## Teatro

### Como actriz
| Ano  | Peça                                 | Teatro          | Notas                                    |
| ---- | ------------------------------------ | --------------- | ---------------------------------------- |
| 1984 | O Zé Aguenta o Barco!                | Digressão       | Revista                                  |
| 1987 | Ora Viva                             | Digressão       | Revista (depois do programa de TV)       |
| 1988 | Pijama Para Seis                     | Teatro ABC      | Comédia                                  |
| 1989 | Ora Bate… Batman'so                  | Teatro Villaret | Revista                                  |
| 2001 | Episódios da Vida Romântica          |                 | [ 1 ]                                    |
| 2002 | Ficava Tão Bem Naquele Canto da Sala |                 | [ 1 ] [ 3 ]                              |
| 2002 | Mestre Gil                           |                 | [ 1 ]                                    |
| 2003 | O Padre Camilo                       |                 | [ 4 ]                                    |
| 2008 | É só Rir!                            | Digressão       | [ 1 ]                                    |
| 2011 | Vamos Contar Mentiras                | Teatro Villaret | Comédia                                  |
| 2012 | Não Há Euros p'ra Ninguém            | Digressão       | Revista                                  |
| 2013 | Sol ida mente juntos                 | Teatro Rápido   | [ 1 ]                                    |
| 2014 | Quem É o Jeremias?                   | Digressão       | Comédia                                  |
| 2017 | Ol(h)á Florbela!                     | Digressão       | Revista (substituiu a atriz Vera Mónica) |
| 2017 | Que Grande Caldeirada!               | Digressão       | Revista                                  |
| 2018 | Volt'a Portugal em Revista           | Digressão       | Revista                                  |

### Como encenadora
- 2011 - Vamos Contar Mentiras
- 2014 - Quem é o Jeremias[10]
- 2016 - Ol(h)á Florbela![11]

### Como dramaturga
- Ora Bate Batman'so - revista (colaboração)
- Já Viram Isto!? - revista (colaboração)
- Vamos Contar Mentiras - comédia (adaptação)
- Quem é o Jeremias - comédia (sob pseudónimo de Tomé Lisboa)